# Avigliana
Avigliana (Vijan-a in piemontese, Velhan-na in francoprovenzale) è un comune italiano di 12 157 abitanti della città metropolitana di Torino in Piemonte, ed è situato ad una ventina di chilometri a ovest dal capoluogo piemontese, Torino. Il comune è posto in un anfiteatro morenico compreso tra il Monte Pirchiriano, sul quale sorge la Sacra di San Michele, e la collina di Rivoli, nella parte terminale della Val di Susa verso la pianura in un molteplice e complesso territorio conosciuto come Anfiteatro morenico di Rivoli-Avigliana. È uno dei comuni più popolati, insieme ad Alpignano, ed economicamente importante di tutta la Val di Susa.

## Geografia fisica

### Territorio
La città è posta a 383 m s.l.m. nella Val di Susa. Il comune viene attraversato dal fiume Dora Riparia, un affluente del Po, e possiede il Lago Grande e il Lago Piccolo che fanno parte del Parco naturale dei Laghi di Avigliana. La città è un autentico gioiello medievale posto attorno alla cinta delle Alpi accanto alla Sacra di San Michele e davanti al monte Musinè. 

### Clima
| AVIGLIANA           | Mesi | Mesi | Mesi | Mesi | Mesi | Mesi | Mesi | Mesi | Mesi | Mesi | Mesi | Mesi | Stagioni | Stagioni | Stagioni | Stagioni | Anno |
| AVIGLIANA           | Gen  | Feb  | Mar  | Apr  | Mag  | Giu  | Lug  | Ago  | Set  | Ott  | Nov  | Dic  | Inv      | Pri      | Est      | Aut      | Anno |
| ------------------- | ---- | ---- | ---- | ---- | ---- | ---- | ---- | ---- | ---- | ---- | ---- | ---- | -------- | -------- | -------- | -------- | ---- |
| T. media (°C)       | 1,6  | 3,6  | 8,2  | 11,0 | 16,0 | 19,3 | 22,0 | 21,5 | 16,3 | 11,5 | 5,6  | 1,9  | 2,4      | 11,7     | 20,9     | 11,1     | 11,5 |
| Precipitazioni (mm) | 32   | 72   | 42   | 55   | 144  | 106  | 53   | 83   | 114  | 118  | 72   | 19   | 123      | 241      | 242      | 304      | 910  |

## Origini del nome
Attestato per la prima volta nel 1098 come Aviliana, il nome deriva dal gentilizio romano Avillius, ben attestato in Piemonte, col suffisso -ana che indica appartenenza, nel senso di "proprietà (o villa) di Avillius".
Sull'opposta riva del fiume, l'attuale sito di Drubiaglio deve il suo nome latino Ad Urbiacum. In questo luogo scavi eseguiti nel XIX secolo hanno da tempo portato all'identificazione del sito con la statio ad fines, ricordata negli intinerari di epoca romana: era infatti il luogo di esazione doganale della quadragesima Galliarum, tassa sulle merci in transito al confine tra l'Italia e la Gallia.

## Storia

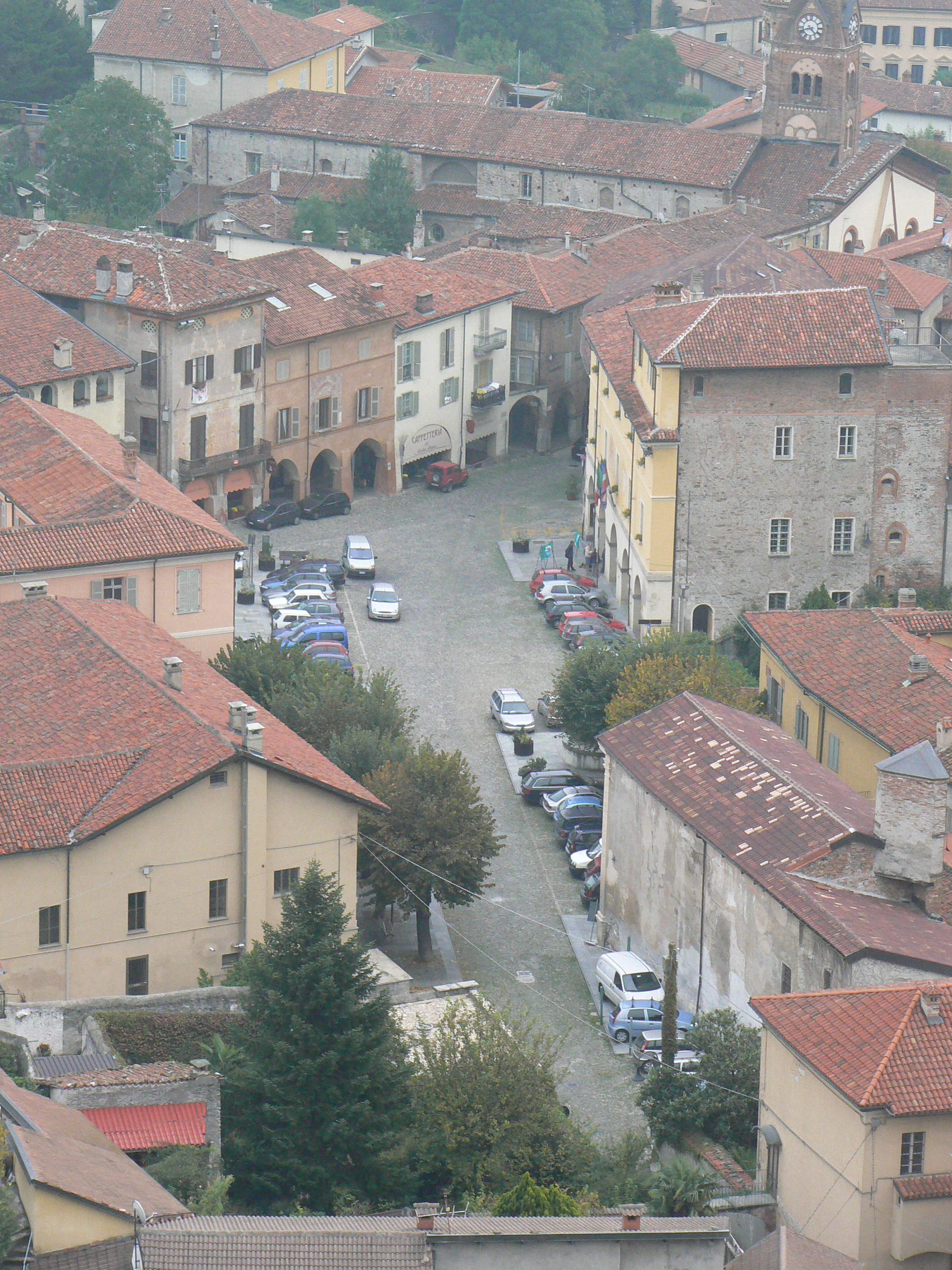
Scorcio di piazza Conte Rosso

### Preistoria e età antica
Le prime testimonianze di presenza umana nella zona risalgono al neolitico, epoca alla quale appartengono tracce di un centro palafitticolo rinvenute alla fine del XIX secolo nelle paludi nei pressi dei laghi. All'età della pietra e del bronzo risalgono alcune asce ed numerose coppelle utilizzate dai druidi celti per cerimonie sacrificali.
Al 595 a.C. si fa risalire la formazione di un centro abitato per opera di Belloveso, un condottiero celtico. In epoca romana la cittadina risulta al confine con il fra l'ager taurinensis e il regno dei Cozii di Cozio quindi è la sede adatta per riscuotere la quadragesima galliarum, il dazio sulle merci provenienti dalle Gallie. Sempre nel periodo romano (312) Avigliana assiste al passaggio delle legioni di Costantino I provenienti dalle Gallie ed allo scontro con quelle di Massenzio nella piana di Rivoli.

### Il medioevo
Al 574 risalgono le prime opere di fortificazione sul monte Pezzulano, sul quale sorge tuttora il castello eretto per opera di Clefi, re dei Longobardi. Secondo alcune fonti lo scontro del 750 fra le truppe di Pipino il Breve, re dei Franchi, e Astolfo, re dei Longobardi, avviene nei pressi della città.
Negli anni successivi la storia di Avigliana dipende strettamente dalle vicende dell'Abbazia di Novalesa, fondata dai monaci benedettini, che costruiscono nel paese un ospedale destinato ai pellegrini provenienti dalla Francia dopo l'attraversamento delle Alpi. Le incursioni dei Saraceni, cominciate nell'VIII secolo, portano alla distruzione di numerose opere benedettine. Le scorribande continuano fino alla metà del X secolo, quando, raggiunto il culmine con la cattura dell'abate di Cluny al Colle del Gran San Bernardo, Arduino il Glabrione riceve l'incarico di allontanare i Saraceni. Sconfitti i nemici, si deve affrontare la ricostruzione della Val di Susa e del castello di Avigliana.
Una notevole importanza per il paese la riveste la figura della marchesa Adelaide, moglie di Oddone, conte di Moriana e capostipite dei Savoia. A lei si deve la costruzione nella metà dell'XI secolo del cosiddetto Borgo Nuovo, nato per unire il castello con il preesistente Borgo Vecchio posto più in basso. Nel 1136 nasce il beato Umberto, mentre nel 1139 il castello può annoverare tra i suoi ospiti Amedeo III di Savoia, il quale contribuisce alla sua fortificazione. La città di Avigliana non diviene feudo, in quanto considerata proprietà diretta dei conti.

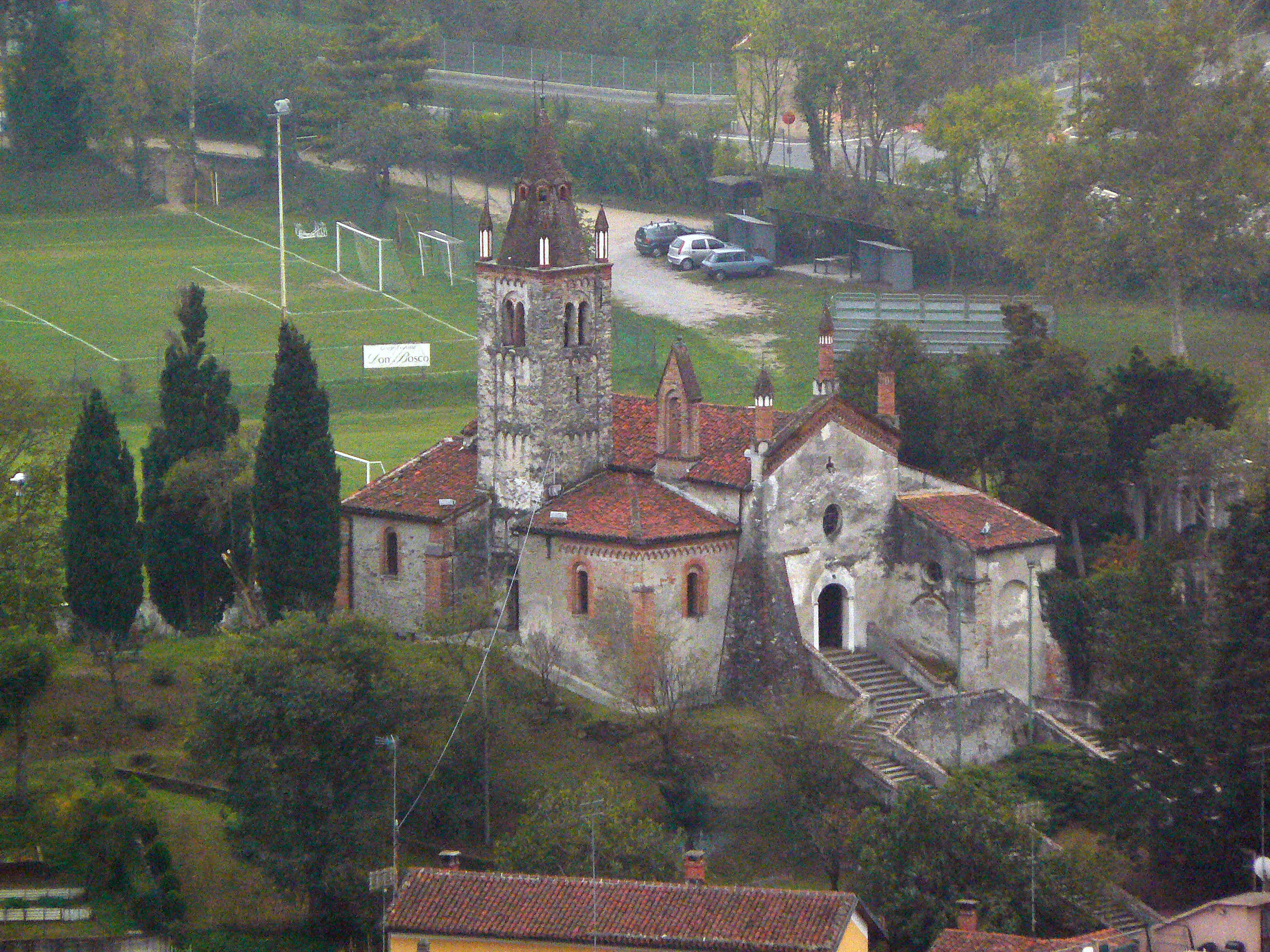
La chiesa di San Pietro si trova nei pressi del centro e risale al secolo XI

Nel 1187 Enrico VI cinge d'assedio Avigliana e la conquista, provocando gravi danni sia al castello sia alla città, ma dopo breve tempo muoiono sia Federico Barbarossa, padre di Enrico VI, sia Umberto III, contendenti al trono. Tommaso I, successore di Umberto III, approfitta della nuova politica di Enrico VI per riconciliarsi con l'impero e ottenere i propri diritti su Avigliana, per poi ricostruire il castello.
Avigliana nel 1350 viene dichiarata piazza franca da Amedeo VI, detto il Conte Verde, che inoltre esegue lavori di fortificazione del castello e delle sue mura. Nel 1360 nasce da Amedeo VI e Bona di Borbone Amedeo VII, detto il Conte Rosso, che ripercorrerà le orme del padre, divenendo una delle principali personalità di casa Savoia.
Il castello diviene prigione di Filippo II di Savoia-Acaia il 4 ottobre 1367 per ordine di Amedeo VI, in seguito alle accuse di tradimento. Poco dopo arriva unanime la condanna a morte che viene eseguita il 21 novembre successivo, facendolo annegare nelle gelide acque invernali dei laghi adiacenti. Una leggenda popolare narra che lo spirito di Filippo II vaghi ancora sulle acque dei laghi e sulle sue rive.

### Rinascimento e età moderna
Nel 1462 Antoine de Lonhy, pittore di scuola borgognona, risulta residente a Avigliana dopo essere stato attivo a Tolosa e in Catalogna. Il Lohny è autore di numerose opere a Novalesa e nel Ducato di Savoia guidato da Amedeo IX.
Un altro assedio affligge il castello nel 1536, per opera del maresciallo francese Montmorency e le sue mura poco possono contro le cannonate. L'intera guarnigione costituita da 500 fanti viene uccisa, mentre il suo comandante cerca di trattare la resa; egli stesso verrà impiccato poco dopo.
Ancora un attacco dei francesi il 17 agosto 1630 al quale si oppone una guarnigione di 500 uomini comandata dal colonnello Emanuelli; la città è però già stata messa in ginocchio dalla peste e l'esercito piemontese è impegnato nella difesa di Torino e Savigliano e arriva la resa il 27 agosto.
Nel 1659, dopo esser sempre stata considerata diretta dipendenza dei conti, Avigliana diventa un feudo assegnato a Carlo Emanuele Provana di Beinette, intanto la guerra contro i francesi continua con qualche breve tregua e il 28 maggio 1690 il generale Catinat bombarda il castello lasciando quanto è ancora visibile oggi.
Nel 1702 il feudo cambia assegnatario passando nelle mani dei Carron di San Tommaso e continuano razzie e distruzioni: opera dei francesi, che si stanno preparando all'assedio di Torino, nel 1706, e delle truppe del principe Eugenio all'inseguimento dei francesi in fuga, il 19 settembre 1707.
Altre visite importanti sono: il 25 ottobre 1773 quella della regina Maria Teresa di Savoia, in viaggio verso la Francia per sposare il conte d'Artois, futuro Carlo X, e nel 1859 quella delle truppe inviate da Napoleone III in aiuto dei Piemontesi contro l'Austria.
Alfred Nobel, inventore della dinamite, costruì uno dei più grandi stabilimenti di produzione di dinamite in Italia ad Avigliana.

### Simboli
Stemma
Lo stemma ufficiale è stato riconosciuto con decreto del capo del governo del 4 novembre 1930, si tratta di uno stemma parlante.
Gonfalone
Il gonfalone è stato concesso con regio decreto del 3 luglio 1930.

## Monumenti e luoghi d'interesse

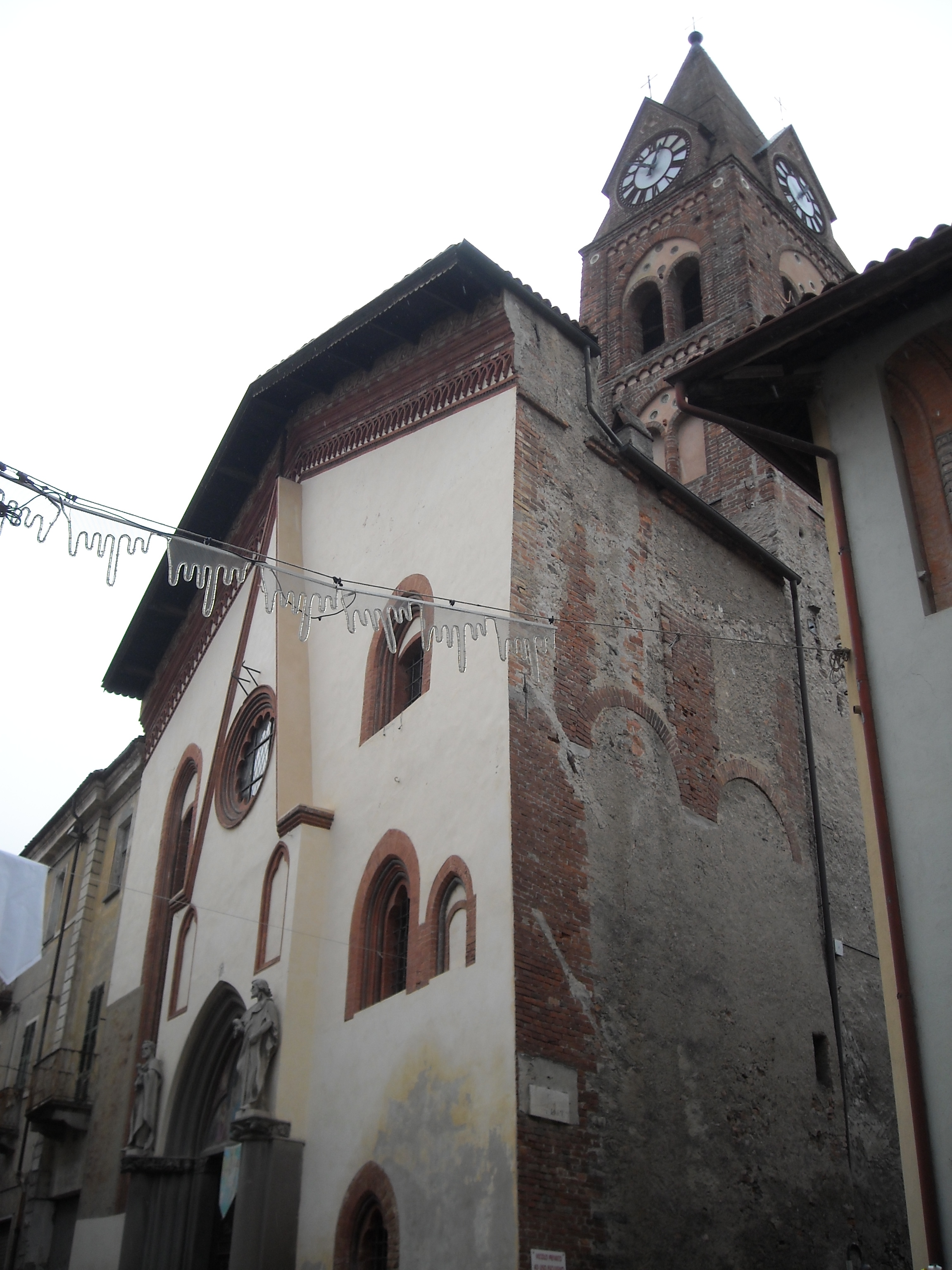
La chiesa di San Giovanni in piazza Conte Rosso

### Architetture religiose
- Santuario della Madonna dei Laghi, affacciato sul lago, è gestito dai salesiani e di grande interesse artistico
- Certosa di San Francesco al Monte
- Chiesa di San Giovanni, sita in piazza Conte Rosso, dove all'interno sono presenti numerose opere di Defendente Ferrari. La chiesa è stata più volte rimaneggiata ed è caratterizzata da un pregevole campanile del XIV secolo
- Chiesa di Santa Maria Maggiore
- Chiesa di San Pietro di architettura romanico-gotica

### Architetture civili
- Casaforte del beato Umberto III di Savoia, imponente dimora patrizia fortificata risalente al 1300 che domina il borgo vecchio cittadino
- Casa della Porta Ferrata, di epoca quattrocentesca e di cui si conserva la pregevole facciata scandita da archi e bifore
- Casa Senore
- Villa Cantamerlo, edificata nell'Ottocento
- Porta Ferronia, una delle antiche porte medievali superstiti di accesso al centro storico della città
- Porta San Giovanni
- Torre Circolare della cinta muraria
- Torre dell'Orologio, dalla caratteristica forma ottagonale
- Pozzo di piazza Conte Rosso, situato nel centro della piazza, è risalente al XIV secolo ed in buone condizioni di conservazione
- Sala teatrale dentro il centro polifunzionale "La Fabrica" dedicato a Eugenio Fassino

### Architetture militari

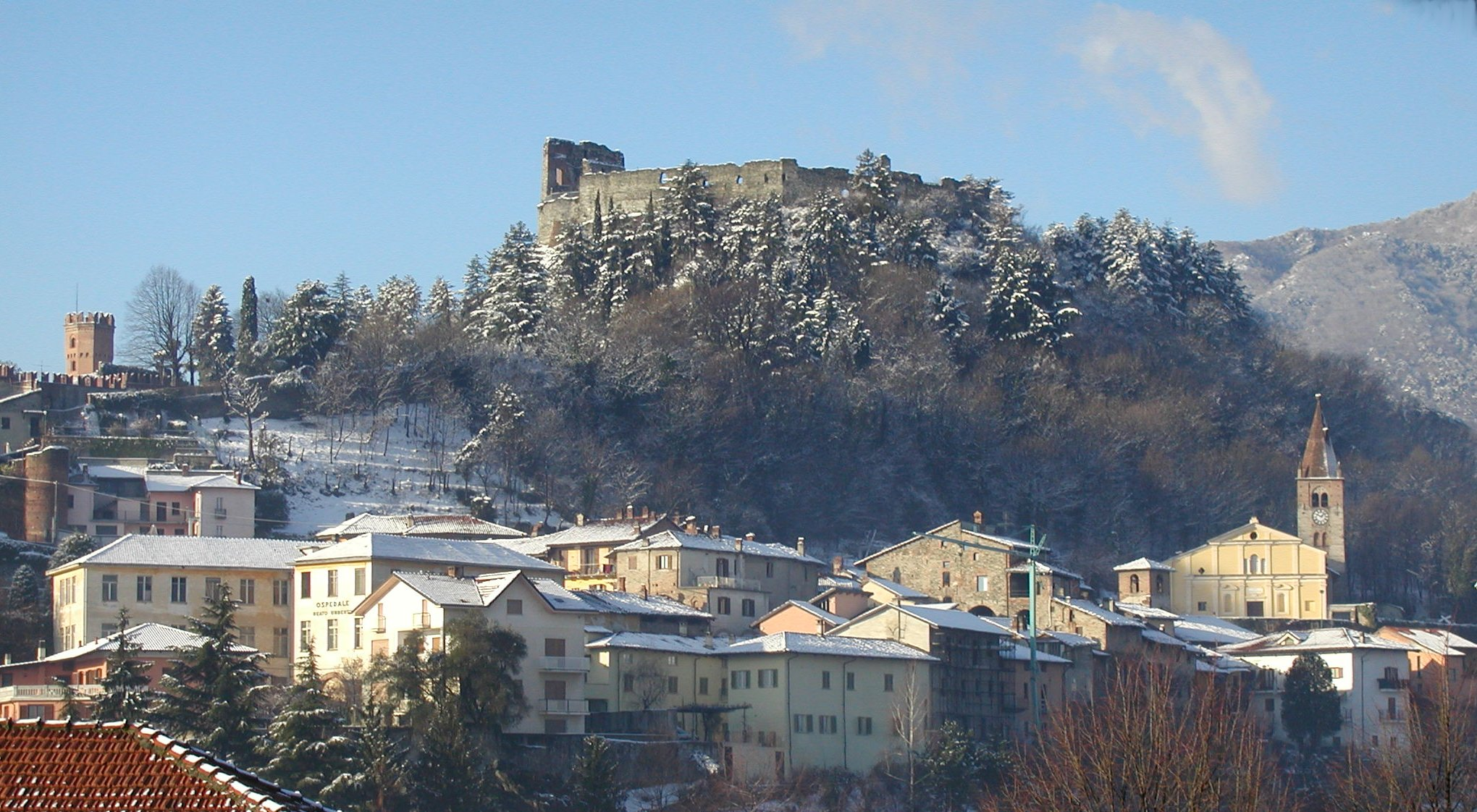
Le rovine del castello e il borgo sottostante

Sul paese dominano le rovine del castello, distrutto nel XVII secolo, al quale si può accedere con un breve percorso dalla piazza Conte Rosso. Il castello viene menzionato per la prima volta tra il 1058 e il 1061 in occasione della cronaca che illustra la costruzione del monastero di San Michele della Chiusa.
A margine della narrazione che portarono alla fondazione tra il 983 ed il 987 del monastero micaelico del monte Pirchiriano, il cronista descrive che il marchese Arduino V risiedeva abitualmente nel castello di Avigliana che con certezza dovette svolgere una essenziale funzione strategica per il Marchesi durante la metà dell'XI secolo.

### Aree naturali

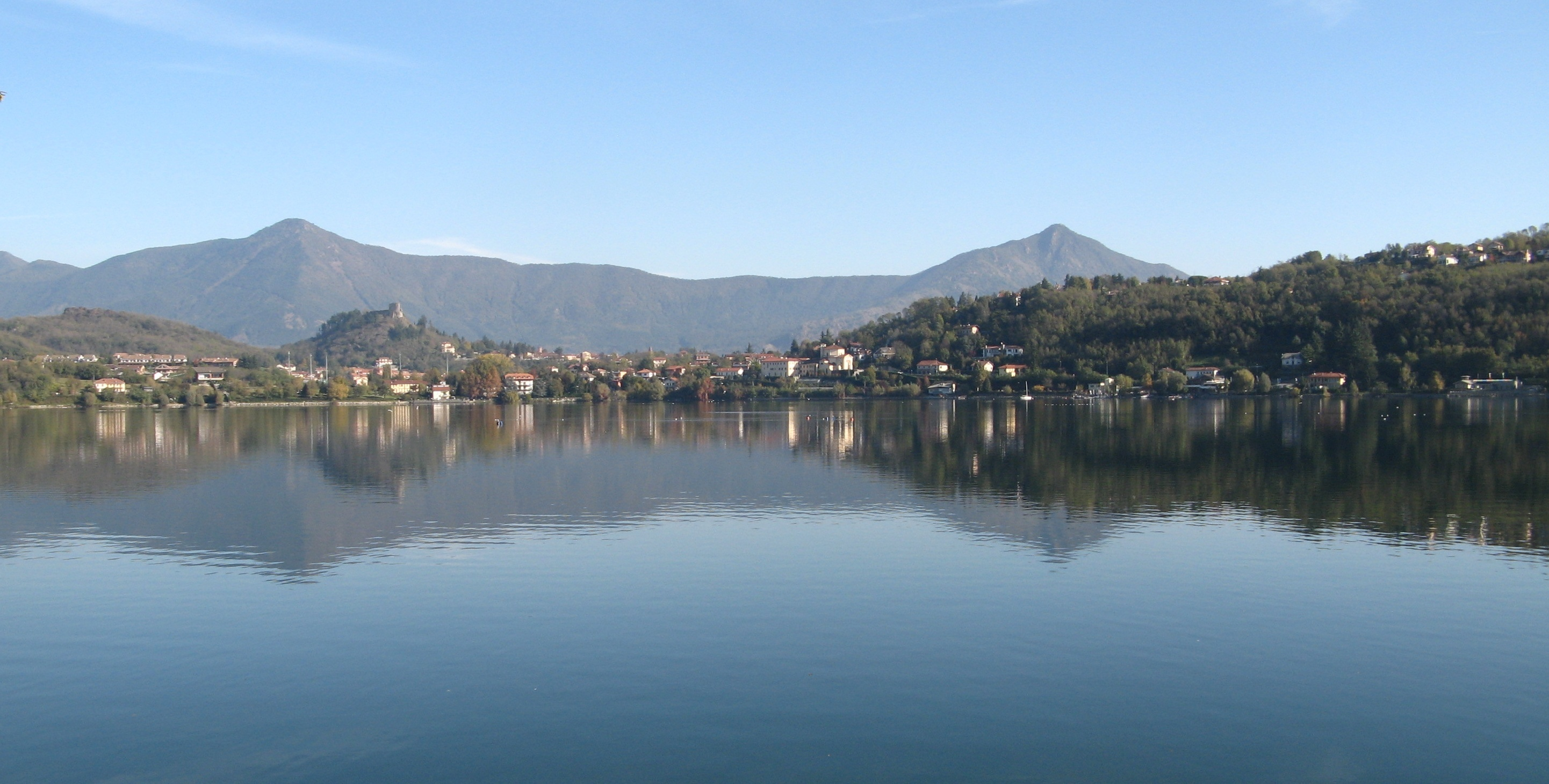
Il lago grande

Tra le attrattive di origine naturale sono da segnalare i due piccoli laghi, detti Laghi di Avigliana, di origine morenica chiamati comunemente Lago Piccolo e Lago Grande. La zona paludosa attorno ai laghi è andata a costituire il parco naturale dei Laghi di Avigliana fin dal 1980 ed ospita numerose specie di uccelli tra cui aironi cenerini, germani reali, gallinelle d'acqua.

## Galleria d'immagini

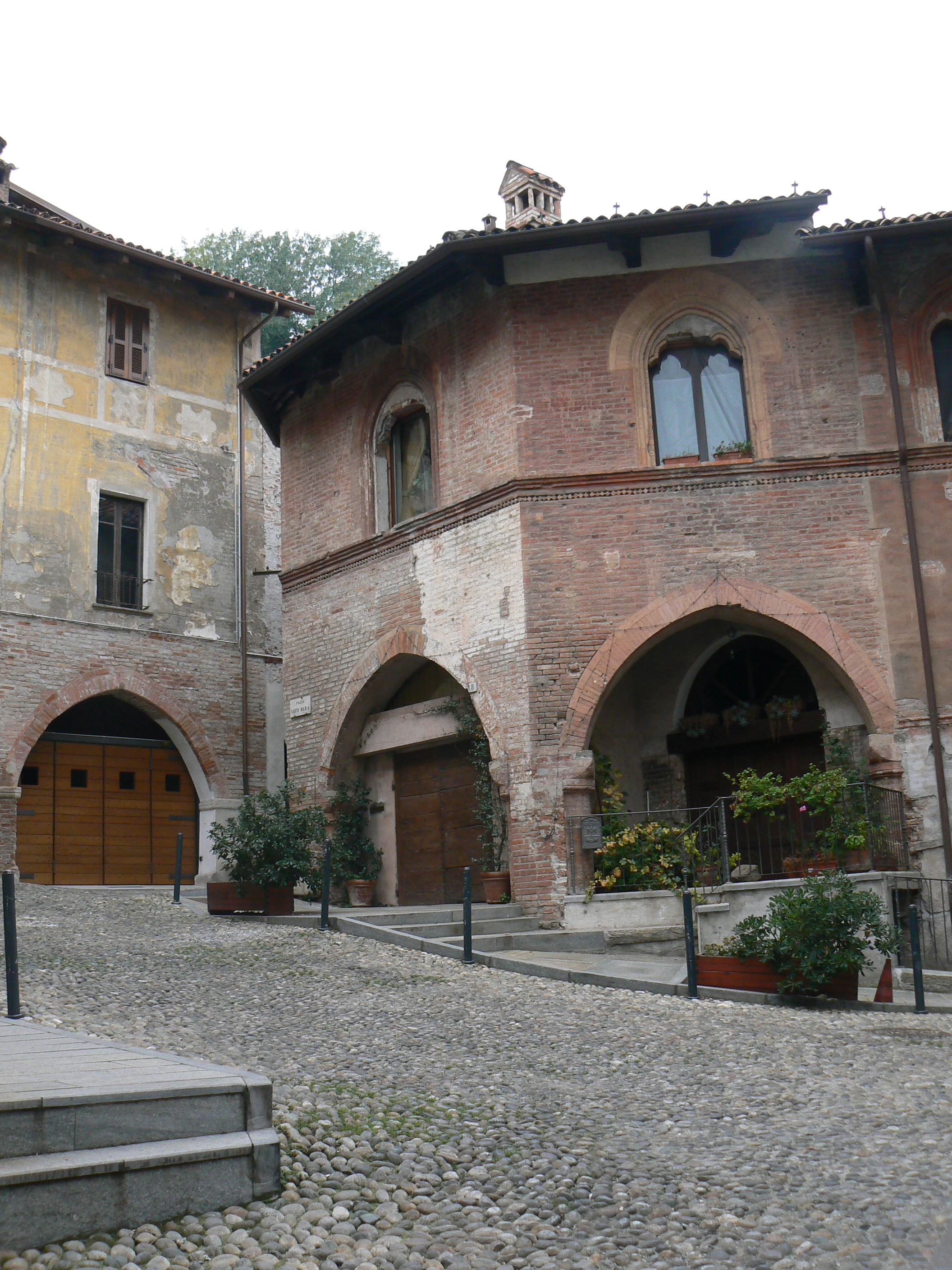
Piazza S. Maria
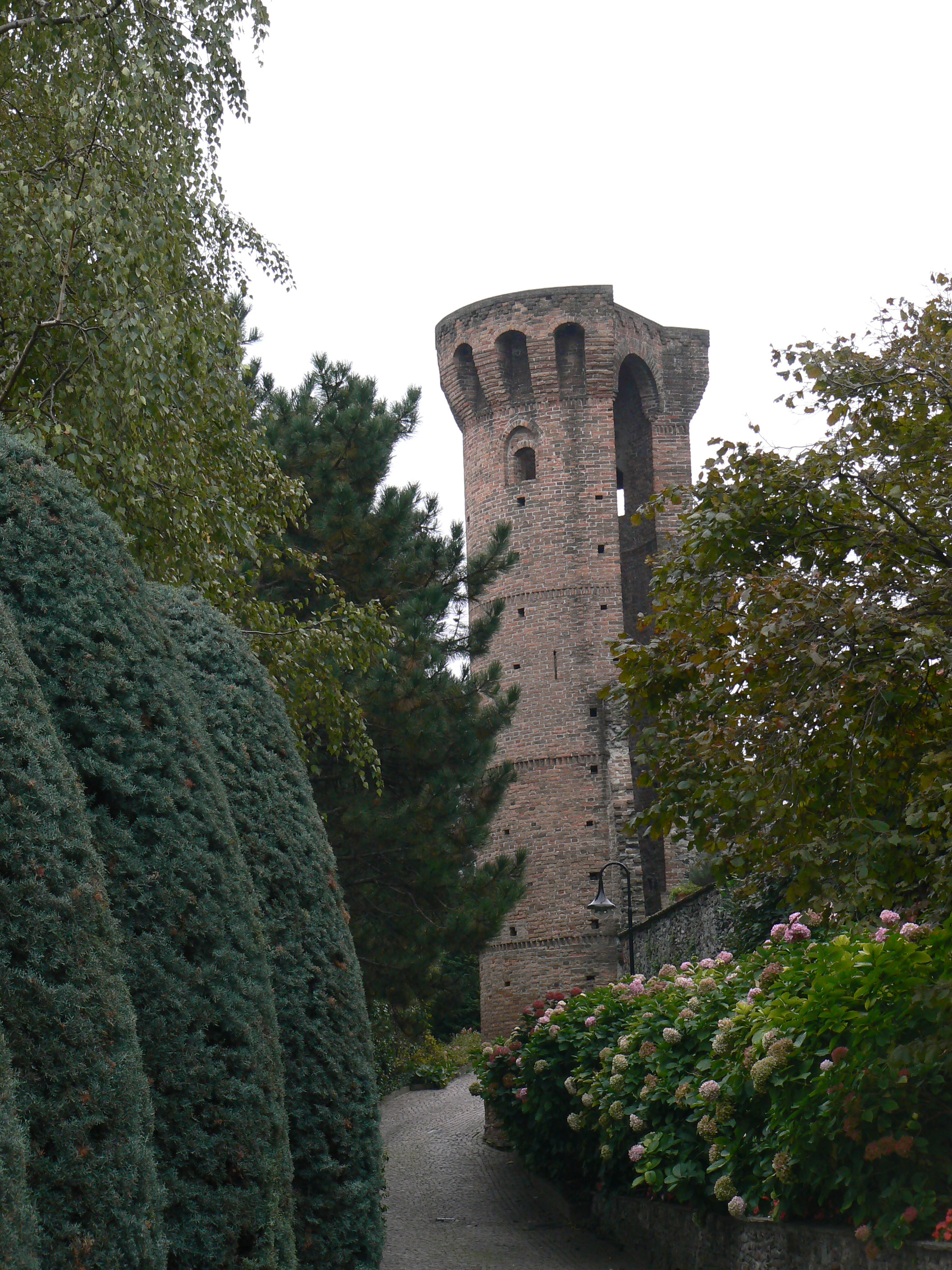
Torre circolare
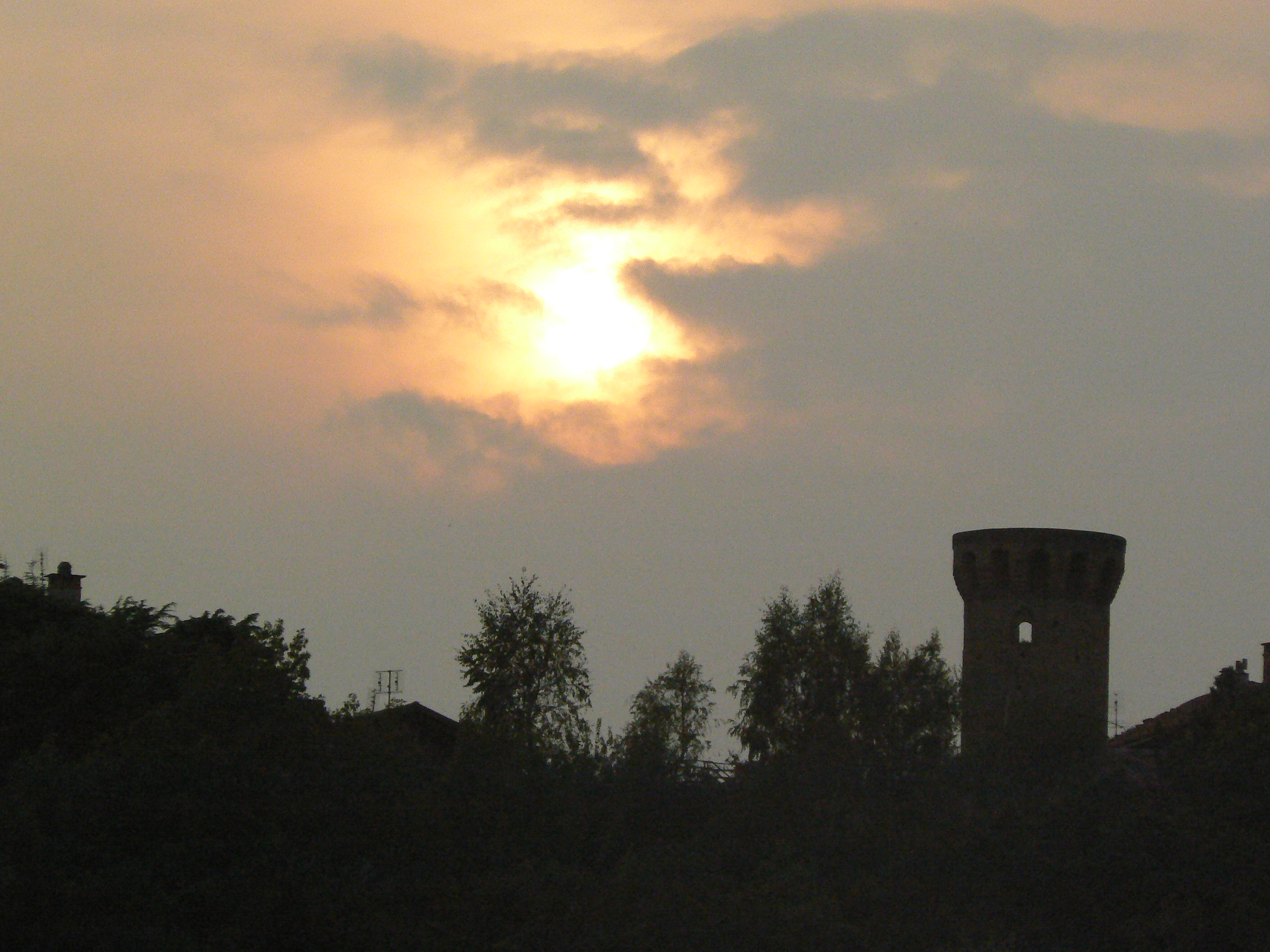
Tramonto sul centro storico
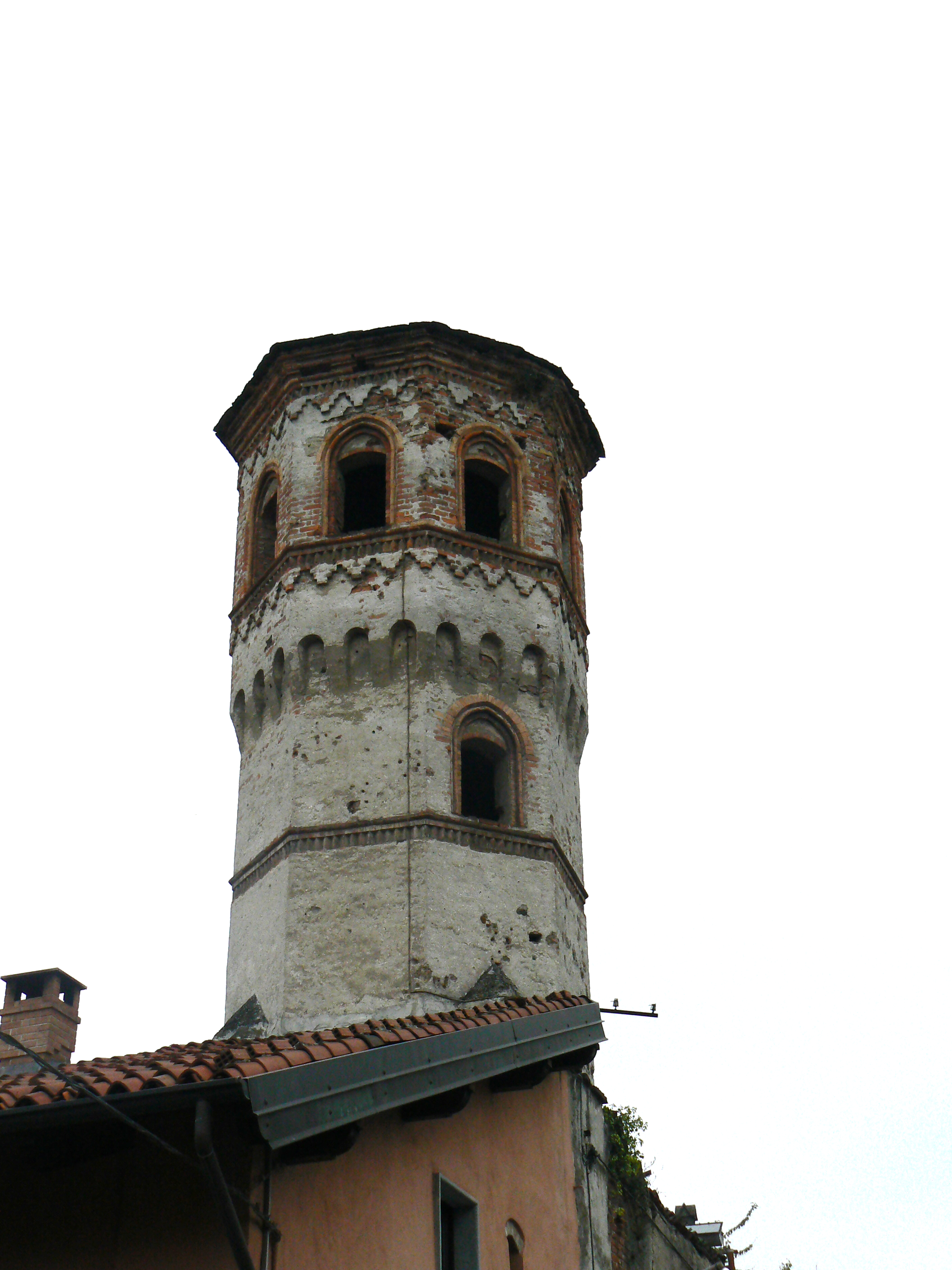
Torre dell'Orologio
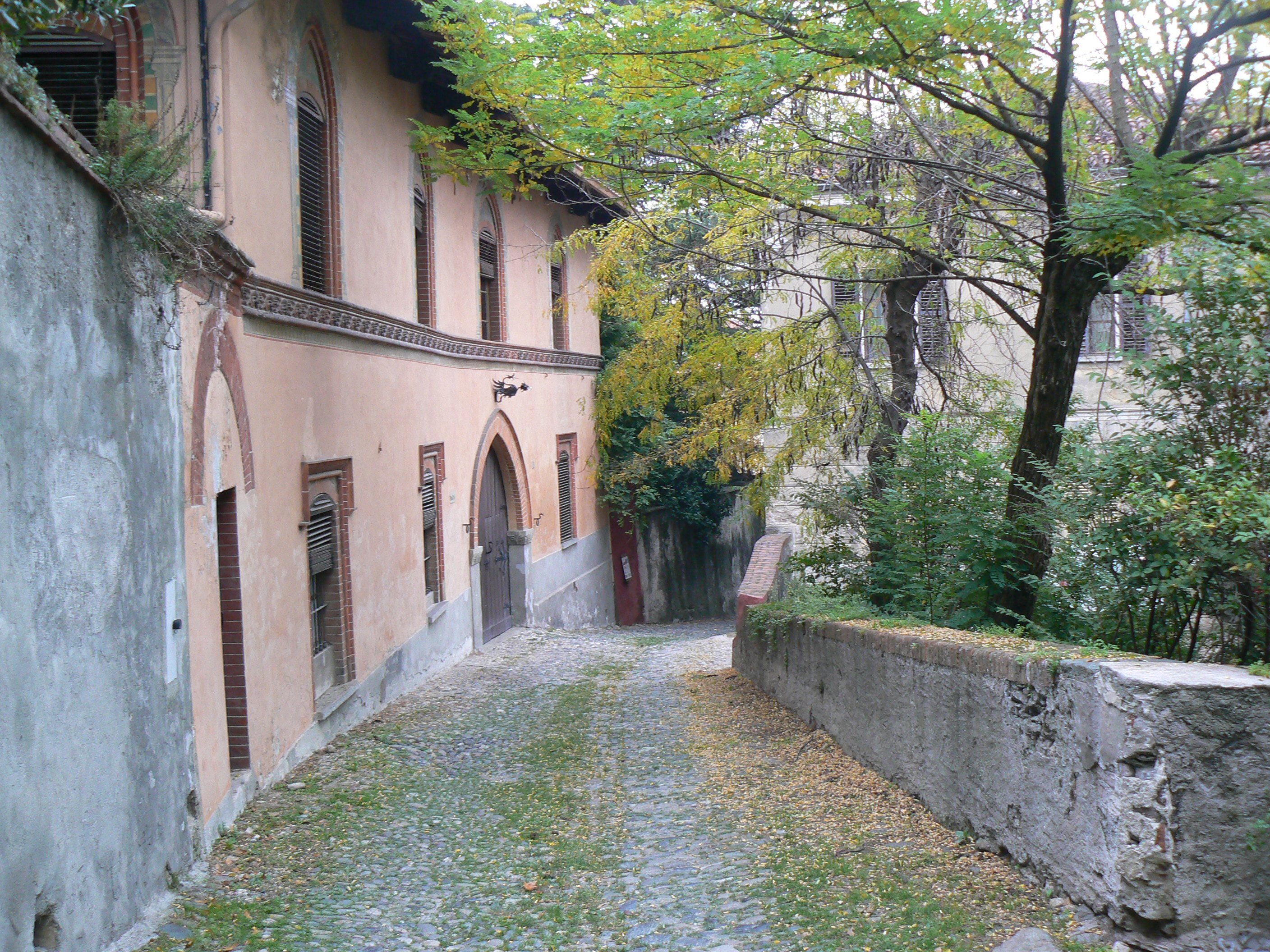
Villa Cantamerlo
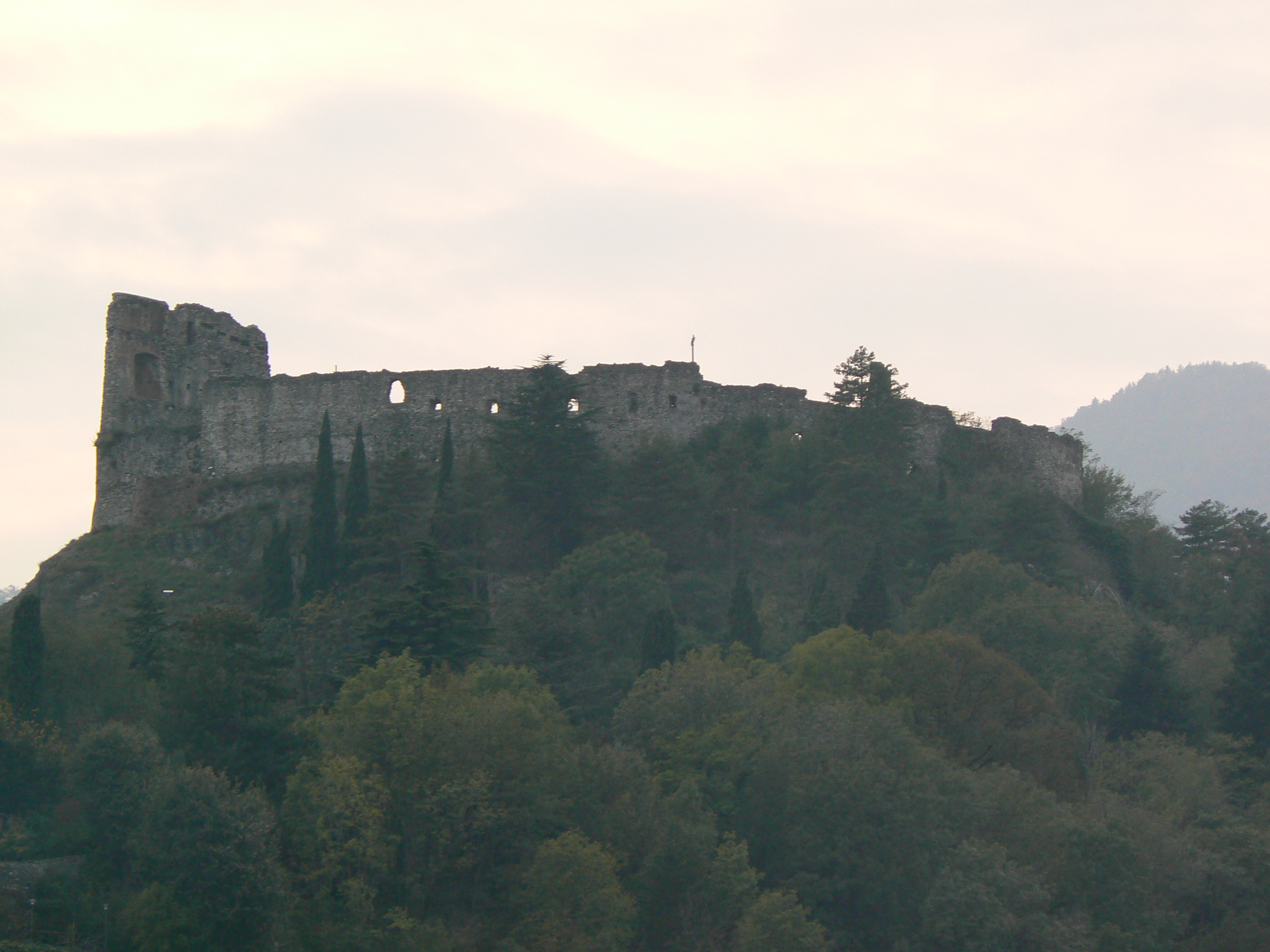
Castello di Avigliana
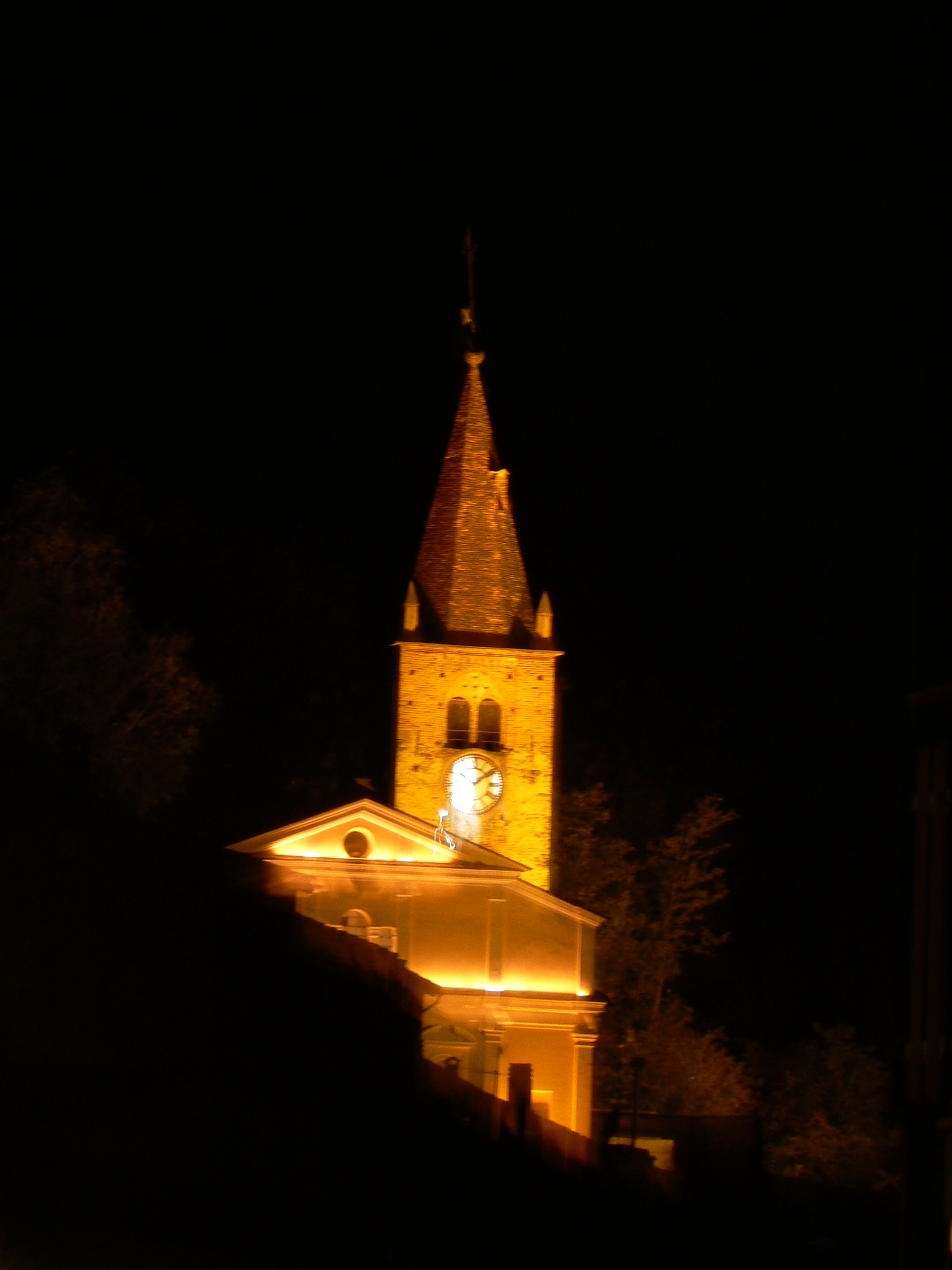
Scorcio notturno del campanile illuminato della chiesa di Santa Maria Maggiore
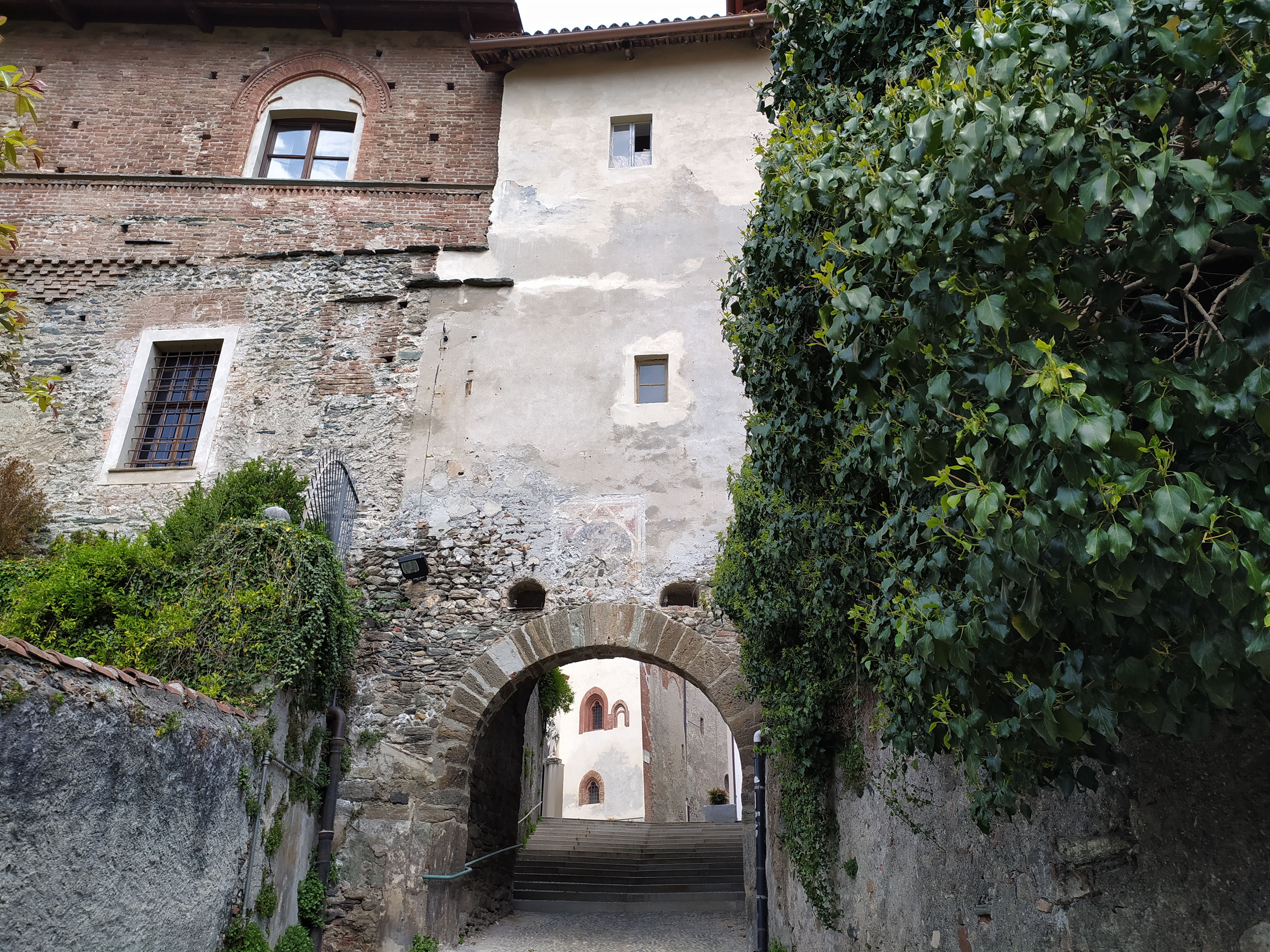
Porta di San Giovanni
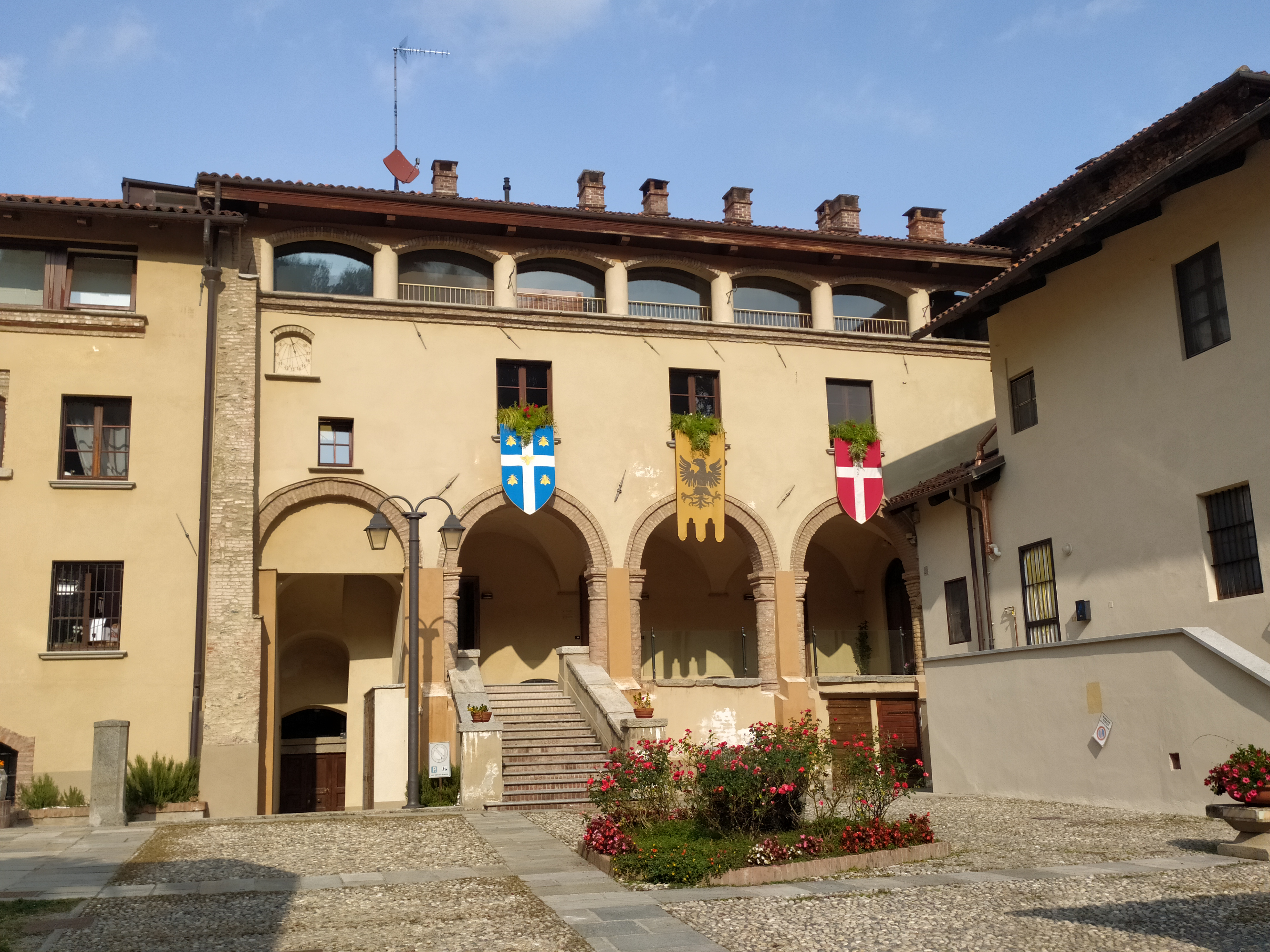
Casaforte di Umberto III°
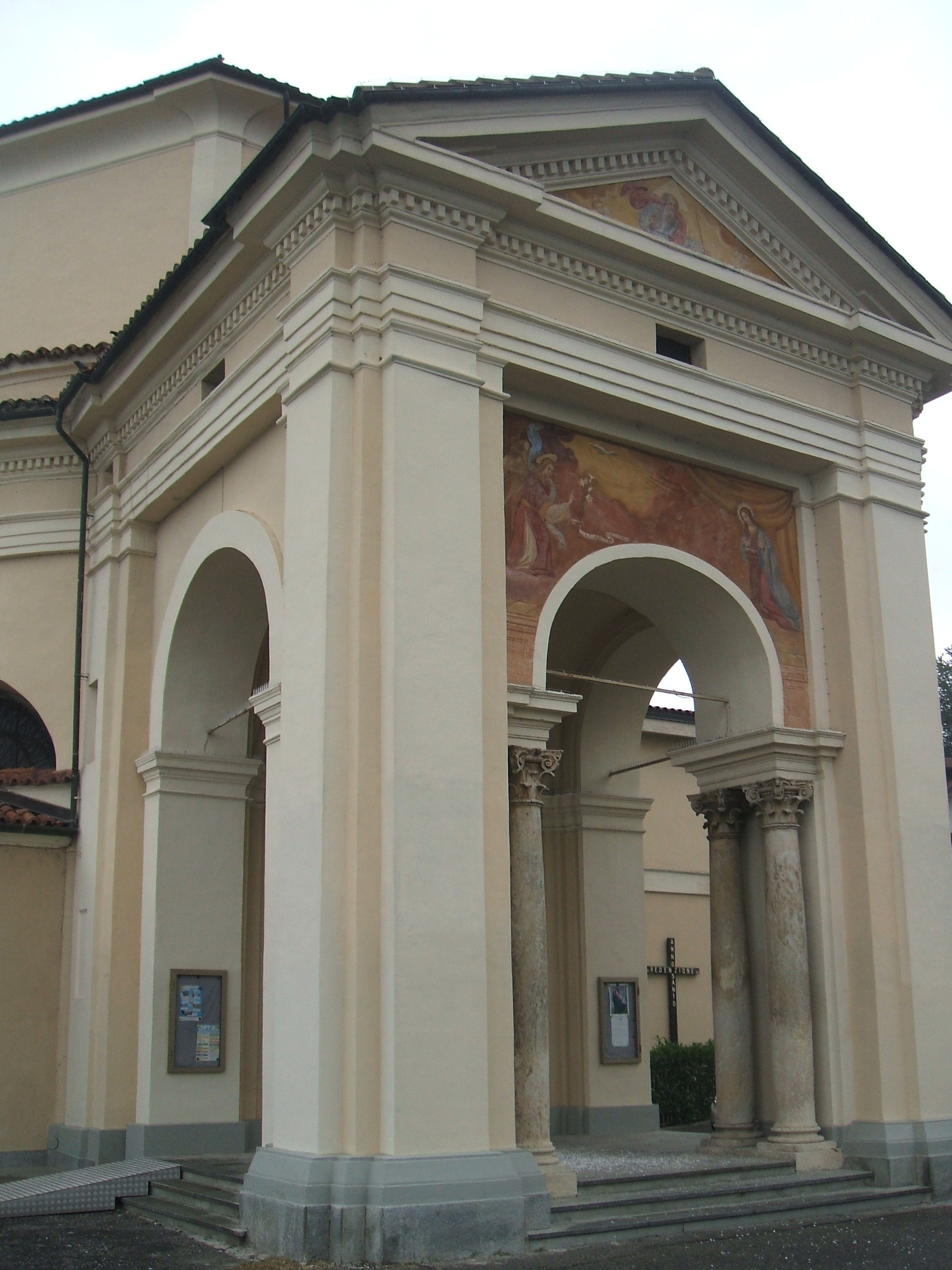
Particolare del pronao del Santuario della Madonna dei Laghi

## Immagini storiche Fondo Gabinio Fond. Torino Musei

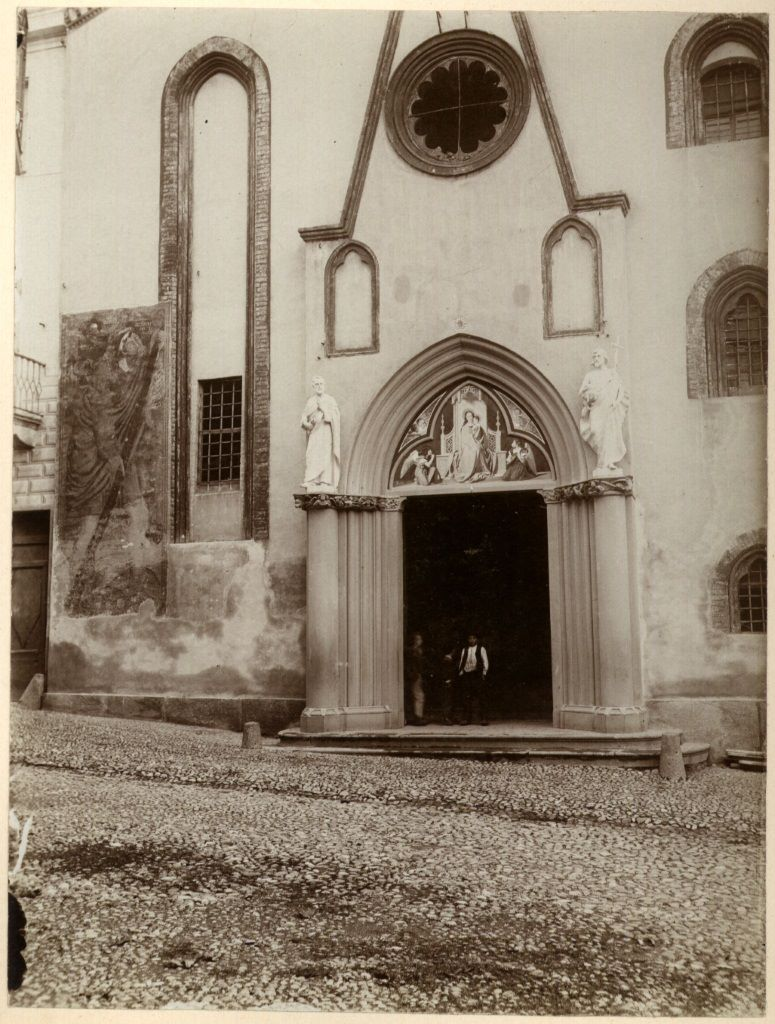
Mario Gabinio, Valle di Susa, Avigliana, Chiesa di San Giovanni, Prospetto 1899
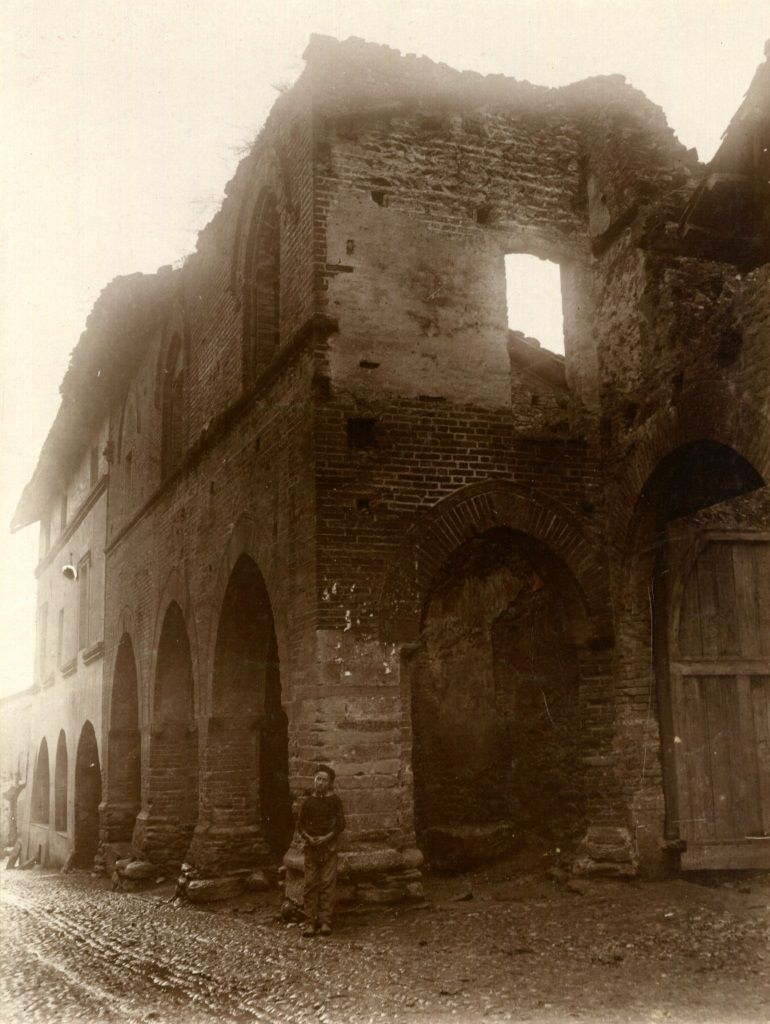
Mario Gabinio, Valle di Susa, Avigliana, Edificio medievale con porticato diroccato, 1899
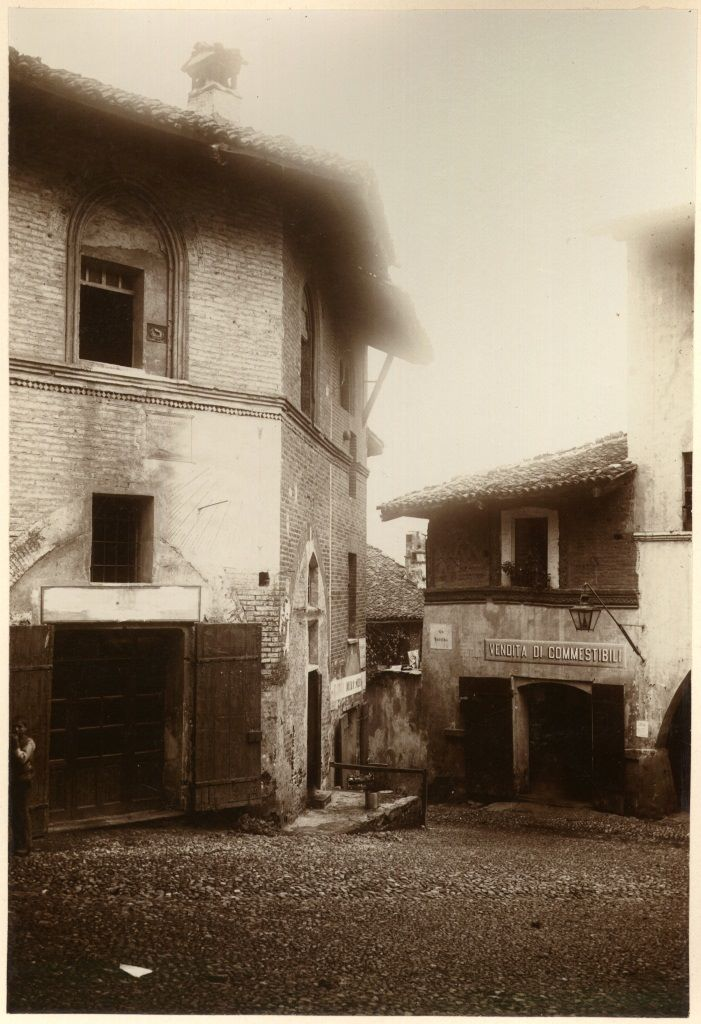
Mario Gabinio, Avigliana antica, Valle di Susa, Piazzetta Santa Maria, edifici nei pressi di Porta Santa Maria, 24 settembre 1899
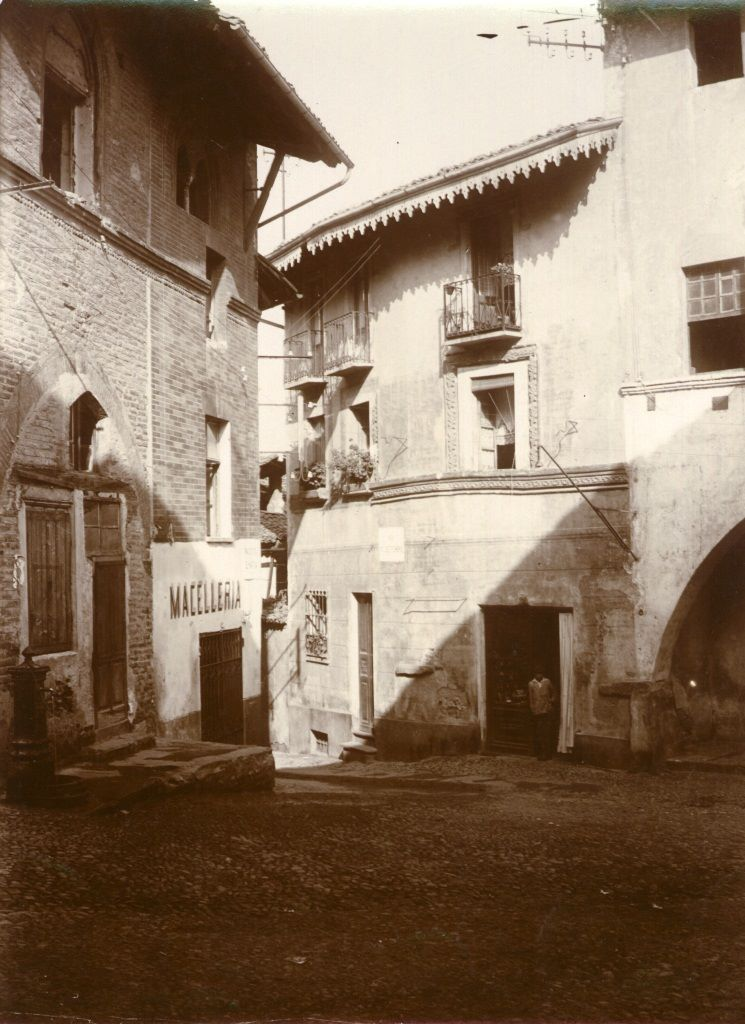
Mario Gabinio, Valle di Susa, Avigliana, Piazzetta Santa Maria, Edifici nei pressi di Porta Santa Maria (o Di Borgo Vecchio), Via XX Settembre, 1899
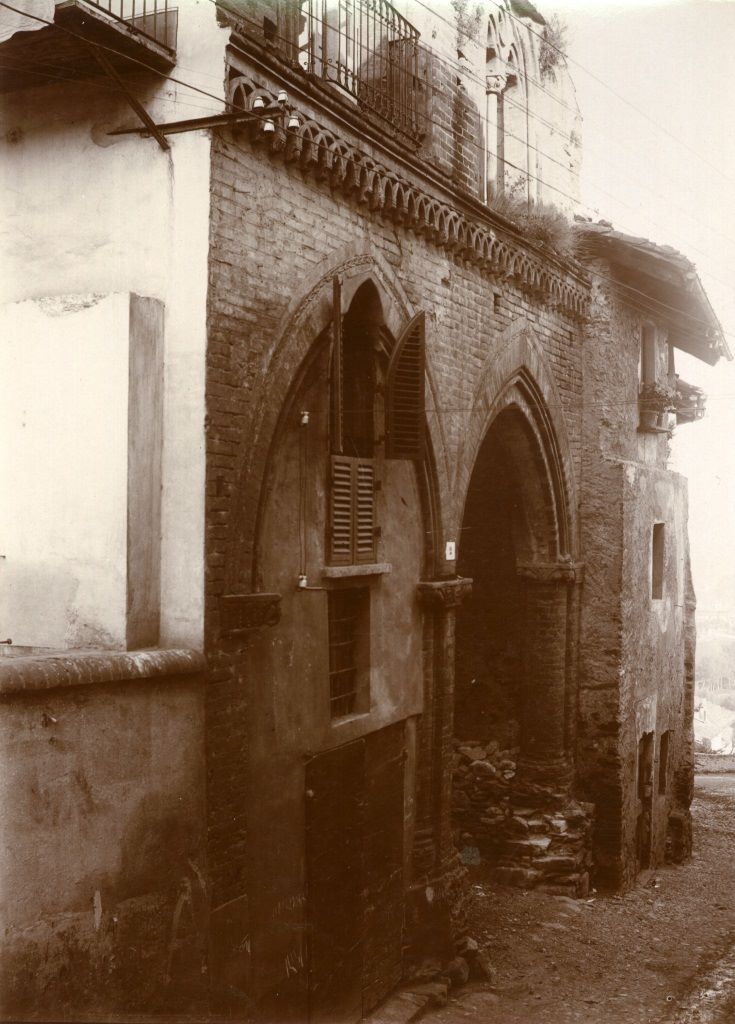
Mario Gabinio, Valle di Susa, Avigliana, Porta Ferrata, 1899
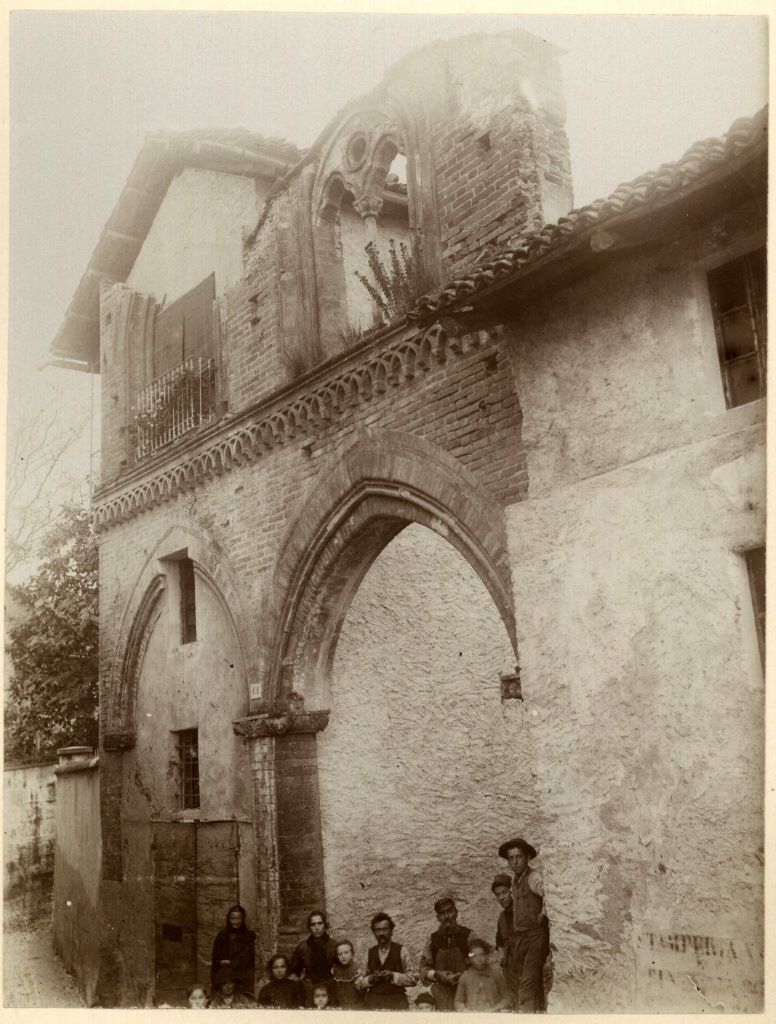
Mario Gabinio, Porta Ferrata, 24 settembre 1899
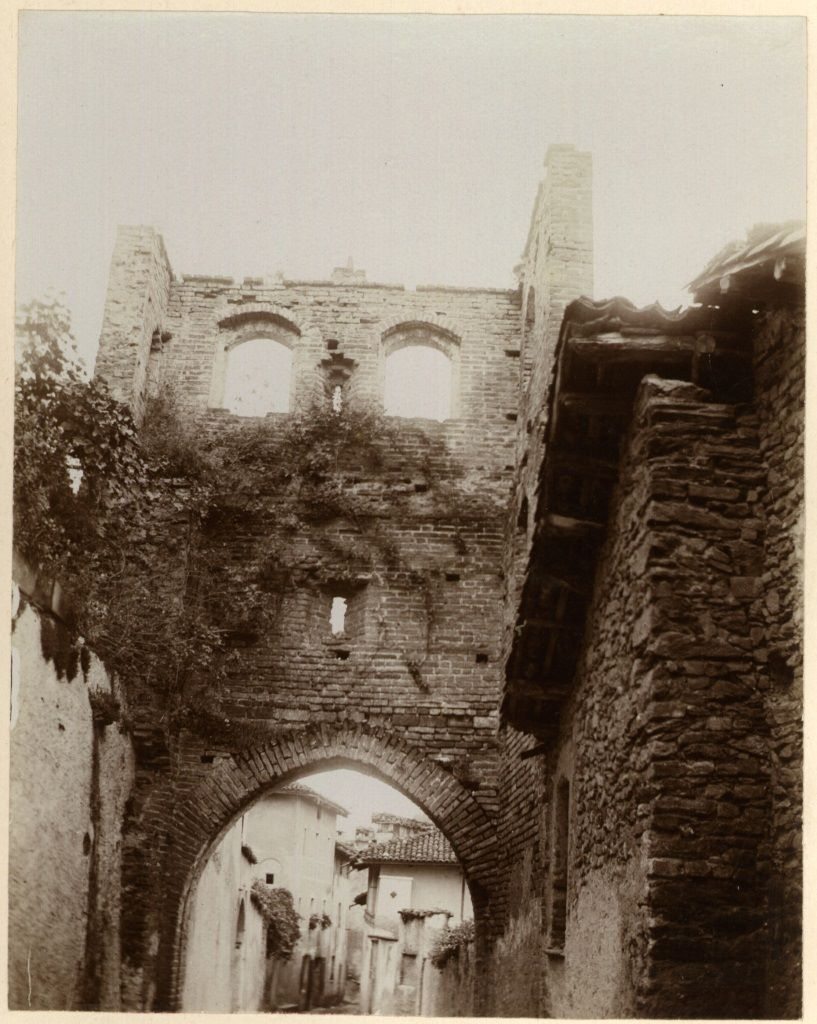
Mario Gabinio Valle di Susa, Avigliana, resti di una antica Porta, Via XX Settembre,vista dall'interno, 24 settembre 1899
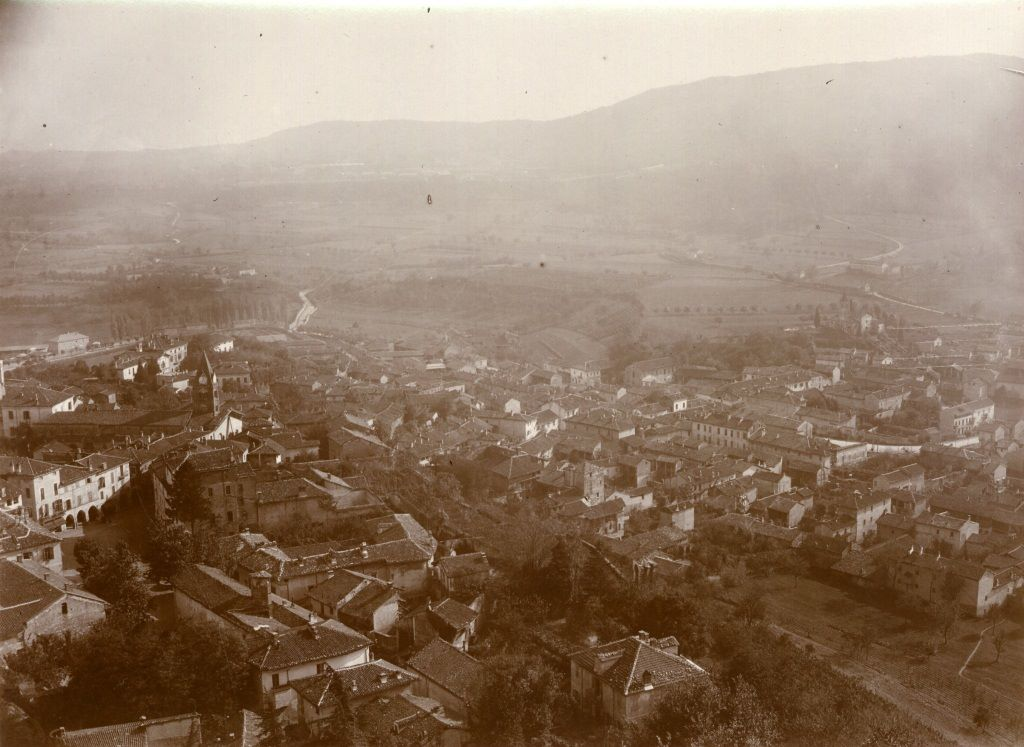
Mario Gabinio, Valle Di Susa, Avigliana, Panorama della Città, 1899
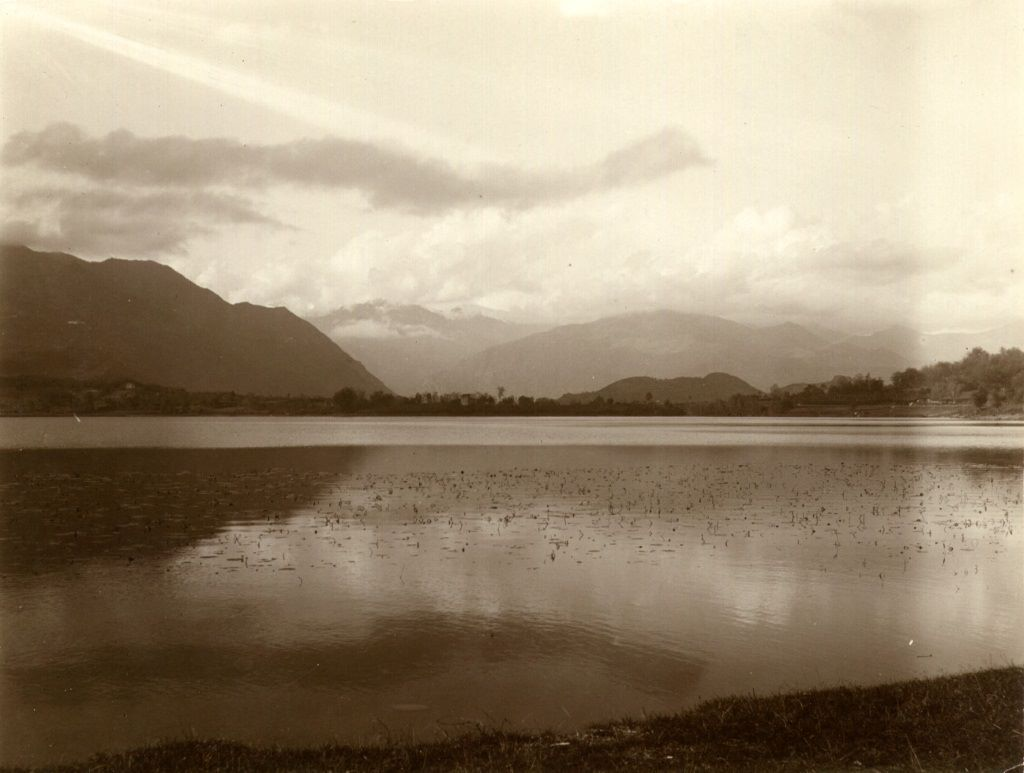
Mario Gabinio, Valle di Susa, Avigliana, Veduta del Lago Grande 1909

## Società

### Evoluzione demografica
Negli ultimi cinquanta anni, a partire dall'anno 1961, la popolazione è praticamente raddoppiata .
Abitanti censiti

### Etnie e minoranze straniere
Secondo i dati Istat al 31 dicembre 2017, i cittadini stranieri residenti ad Avigliana sono 670, così suddivisi per nazionalità, elencando per le presenze più significative:
1. Romania, 379
2. Albania, 54
3. Marocco, 50
4. Cina, 28

## Cultura

### Istruzione
Avigliana è sede dei seguenti istituti scolastici statali, inerenti al ciclo scolastico della scuola secondaria di secondo grado:
- Istituto Commerciale "Galileo Galilei".

Ci sono inoltre altre scuole, come la "Defendente Ferrari" (scuola secondaria di primo grado), la "Domenico Berti", la "Norberto Rosa" e la "Italo Calvino" (scuole primarie).

### Musei
Per un secolo ha segnato la vita di Avigliana, ed ora è diventato un museo. Il dinamitificio Nobel è stato il primo impianto realizzato in Italia per la fabbricazione della dinamite, trasformato nel dopoguerra in una fabbrica di vernici. A fondare il dinamitificio fu Alfred Nobel, imprenditore svedese, inventore della dinamite, che approfittò dell'abolizione, nel 1869, del monopolio statale sulla fabbricazione degli esplosivi.
Nobel arriva in Italia anche sull'onda di difficoltà col governo francese, al quale aveva offerto la produzione della balistite, brevettata da lui stesso in Inghilterra nel 1888, la cui fabbricazione era giudicata troppo pericolosa.

### Biblioteca
Ad Avigliana è presente la biblioteca civica Primo Levi, ospitata dal 2005 presso il centro polivalente "La Fabrica".

### Cucina
Tra i principali prodotti del comune si possono citare le trote del Lago di San Bartolomeo (chiamato comunemente Lago Piccolo) e il miele di montagna. Avigliana ha ospitato il 15 e il 16 settembre 2007 la prima Sagra del Miele nella città, per riscoprire e riproporre una delle principali attività agricole che riveste una notevole importanza nell'economia agricola montana.

### Eventi
Oltre al settimanale mercato di Avigliana, che si svolge ogni giovedì (con alcune eccezioni) in piazza del Popolo (ex Pra d'la Fera), nel mese di giugno si svolge il Palio storico dei Borghi di Avigliana nella terza domenica del mese. A novembre si svolgono la fiera agricola, il primo sabato del mese, e la fiera commerciale la prima domenica del mese.

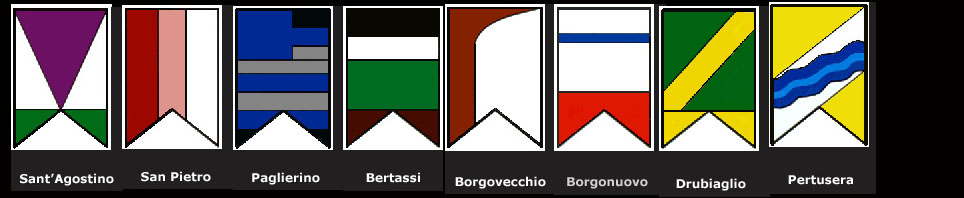
Bandiere dei borghi del palio storico

## Geografia antropica

### Frazioni
Bacchiasso, Borgata Battagliotti, Borgata Bertassi, Borgata Davì, Borgata Girba, Borgata Grignetto, Borgata Mortera, Borgata Olivero, Borgata Sada, Borgata San Bartolomeo, Borgata Tetti Colombo, Case Dino, Case Felisio, Case Garello, Case Mer, Case Periale, Case Santo Stefano, Chiattera

## Economia
Avigliana ha avuto una posizione centrale nell'economia locale fin dai tempi remoti. Non a caso si narra (paretimologicamente) che il nome stesso, Avigliana, derivi da un termine piemontese che significa ape (da cui anche lo stemma che, seppur modificato nel corso dei secoli, ha sempre mantenuto la simbologia del piccolo insetto) ad indicare l'operosità dei suoi abitanti.
In epoca romana la sua posizione sulla via delle Gallie la favorì nei commerci e questa vocazione commerciale continuò con fasi alterne nei secoli con i contributi dati dall'agricoltura e dalla pesca nelle acque dei laghi.
Il XIX secolo vide sorgere l'industria quando nel 1872 fu costruito il Dinamitificio Nobel (il più grande stabilimento europeo per queste produzioni negli anni quaranta del Novecento) che fra vari incidenti e i
bombardamenti della seconda guerra mondiale continuò la produzione di esplosivi e polvere da sparo fino agli anni sessanta. Dopo la fine della guerra la fabbrica venne parzialmente riconvertita nella produzione di vernici.
Attualmente sul territorio sono presenti alcune attività industriali, in particolare nel campo della produzione di imbarcazioni per la nautica da diporto e automobilistica.
Altra voce importante dell'economia è costituita dal turismo, attirato dal borgo medioevale e dalla presenza dei bacini lacustri utilizzati come meta per le gite fuori porta.

## Infrastrutture e trasporti

### Strade
Avigliana possiede tre uscite autostradali dell'Autostrada 32 "Torino-Bardonecchia" ed è situata nei pressi della Tangenziale di Torino.
La città è inoltre attraversata da due strade statali, la SS 24 e la SS 25. La Strada Statale 24 e Strada Statale 25 si dirigono rispettivamente verso il Colle del Monginevro e il Colle del Moncenisio.

### Ferrovie
Avigliana è dotata di una stazione ferroviaria della linea Torino-Modane. La linea risale al 1854, quando venne costruita la prima tratta ferroviaria che collegava il capoluogo piemontese con Susa. Nel 1871 fu inaugurato il Traforo ferroviario del Frejus e venne ultimato il collegamento con l'Alta Val di Susa. La stazione è servita dalla linea FM3 del servizio ferroviario metropolitano di Torino.
È attualmente in discussione il progetto esecutivo per un collegamento ferroviario ad alta velocità. Il progetto è però avversato da una minoranza della popolazione locale che ha dato vita a un movimento per impedire la costruzione dell'opera.

## Amministrazione

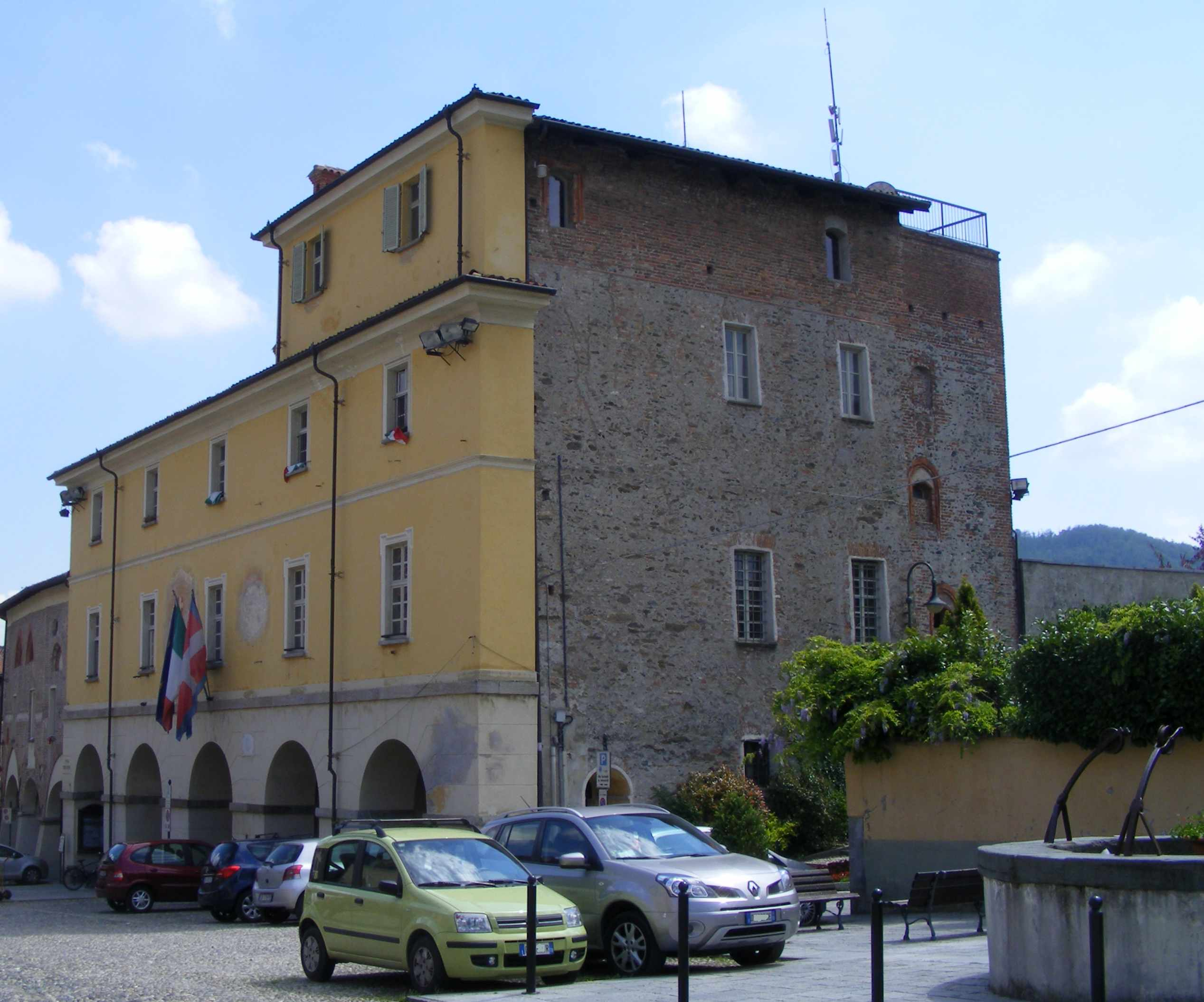
Il palazzo municipale

| Periodo | Periodo   | Primo cittadino   | Partito         | Carica  | Note |
| ------- | --------- | ----------------- | --------------- | ------- | ---- |
| 1993    | 1997      | Claudio Chiaberge | Centro-sinistra | Sindaco |      |
| 1997    | 2002      | Remo Castagneri   | lista civica    | Sindaco |      |
| 2002    | 2012      | Carla Mattioli    | Centro-sinistra | Sindaco |      |
| 2012    | 2017      | Angelo Patrizio   | Centro-sinistra | Sindaco |      |
| 2017    | in carica | Andrea Archinà    | Centro-sinistra | Sindaco |      |

### Gemellaggi
- Tresserve, nel Dipartimento della Savoia
- Oualia
- Sevan

### Altre informazioni amministrative
Il comune faceva parte della Comunità Montana Valle Susa e Val Sangone.

## Sport
L'Avigliana Basket ha avuto buoni risultati alla fine degli anni '90 sotto la presidenza del compianto Remo Castagneri arrivando anche in serie D ma è solo negli ultimi anni che il basket è diventato un fenomeno popolare che ha visto crescere i tesserati dai circa 30 del 2016 agli oltre 350 della stagione 2023/24. Nel 2018 ha cambiato denominazione diventando Asd Polisportiva Avigliana Basket  caratterizzandosi  per il suo impegno nel sociale ed in particolare nelle attività d'inclusione. Fra i risultati agonistici spiccano: la conquista della serie C femminile nel 2022, la Coppa Piemonte di serie C femminile e 2 titoli provinciali giovanili CSI Allievi ed 1 titolo provinciale CSI Eccellenza. Nel 2023 dopo oltre 15 anni la prima squadra maschile è tornata in Promozione raggiungendo da matricola la semifinale playoff. Nella 2023-2024 la Polisportiva ha attivato anche una sezione Baskin con oltre 20 praticanti che partecipa al campionato area Piemonte Valle d'Aosta dell' Eisi.
Attualmente Avigliana è rappresentata nel campionato italiano di baseball di Serie A2 dalla Avigliana Baseball. Nel 2007 ha partecipato nel massimo campionato, la Italian Baseball League.
Dal 2006 è inoltre attiva la squadra di football americano dei Bad Bees Avigliana, che milita nella Silver League FIF|Silver League della FIF ed è stata nel 2009 campione d'Italia Under-17 per la stessa federazione.
Dal 2020 agisce la squadra di calcio denominata Aviglianese con sede nel campo in via Giovanni Suppo. Il club ha disputato, nella stagione 2020-21, il campionato FIGC di Terza Categoria (mai concluso a causa della Pandemia di Covid-19).Nella stagione 2021/2022 conquista la promozione in seconda categoria vincendo il campionato di terza categoria il 1 maggio 2022 davanti ai suoi tifosi con una giornata di anticipo.
Dal 2011 al 2020, la squadra calcistica prendeva il nome di Asd Avigliana Calcio, con diversa ragione sociale rispetto all'attuale. L'unico risultato di rilievo è stata la promozione in Seconda Categoria nella stagione 2016-17. A seguito del ripescaggio avvenuto a Luglio 2023, l'Aviglianese è stata ammessa al campionato di prima categoria.